# Niệu quản
Niệu quản (tiếng Latinh: ureter), một bộ phận thuộc hệ tiết niệu của con người, là một ống cơ dài khoảng 25 cm, dẫn nước tiểu từ bể thận xuống bàng quang.

## Cấu trúc
Niệu quản bắt đầu từ chỗ nối với thận ở bể thận, một ống phễu nơi nước tiểu được lọc từ thận tụ lại. Chiều dài của niệu quản thay đổi theo chiều cao cơ thể, giới tính, vị trí của thận và bàng quang. Trung bình vào tuổi trưởng thành niệu quản dài 25 – 30 cm. Đường kính từ 3–4 mm, khi căng khoảng 5 mm, đều từ trên xuống dưới trừ 3 chỗ hẹp: một ở chỗ nối niệu quản – bể thận, một ở nơi niệu quản bắt chéo bó mạch chậu (nơi niệu quản đi ngang qua eo trên) và một ở trong thành bàng quang.
Do những chỗ hẹp này mà trong các trường hợp có sỏi thận hay sỏi bể thận khi nó rơi xuống niệu quản có thể bị kẹt ở đó gây nên cơn đau quặn thận.

## Một số bệnh liên quan

### Sỏi niệu quản

#### Triệu chứng
Trường hợp sỏi thận, khi sỏi di chuyển xuống niệu quản từ thận, gây cản trở dòng nước tiểu làm cho thận và bể thận bị căng giãn gây cơn đau rất dữ dội. Cơn đau này khởi phát ở vùng thắt lưng cùng bên với niệu quản có sỏi. Kèm theo có thể có đái ra máu hay một số rối loạn chức năng khác. Nếu không được điều trị để tái lưu thông dòng nước tiểu, cơn đau này sẽ tái diễn lại nhiều lần đến khi thận cùng bên mất hoàn toàn chức năng.

#### Chẩn đoán
Dựa vào cơn đau điển hình và hình ảnh trên X-quang và siêu âm nên sỏi niệu quản thường dễ dàng chẩn đoán. Một số ít trường hợp khó cần đến sự trợ giúp của chụp cắt lớp vi tính (CT-Scaner) chụp niệu đồ tĩnh mạch (UIV: Urography Intravenous), chụp niệu quản - bể thận ngược dòng (UPR: Uretero-pyelography retrograde), xét nghiệm máu, xét nghiệm nước tiểu.

#### Các phương pháp điều trị
Để điều trị hiệu quả và triệt để bệnh, cần xác định chính xác loại sỏi và kích thước của sỏi.
- Với sỏi nhỏ 3–4 mm có thể dùng thuốc, theo dõi 1-2 tuần. Ngoài ra bệnh nhân nên:
  - Uống đủ từ 2 đến 3 lít nước mỗi ngày
  - Hạn chế tiêu thụ các loại thực phẩm có nhiều calci oxalat như: sữa, phô mai, nước chè đặc...
  - Giảm hàm lượng đạm động vật trong khẩu phần ăn hàng ngày
  - Tăng cường hoạt động ...
- Với các sỏi lớn gây giãn đài bể thận niệu quản, có thể áp dụng nhiều phương pháp điều trị: Tán sỏi ngoài cơ thể, tán sỏi nội soi ngược dòng bằng laser hoặc xung hơi, mổ lấy sỏi...